# Povijesne švedske pokrajine u Finskoj
Finska je bila dio Švedske prije rata s Rusijom 1808. – 1809. godine i finsko područje se zvalo Österland ("Istočna zemlja"). Österland je imao šest pokrajina: Egentliga Finland ("Prava Finska"), Karelija, Nyland, Norra Finland ("Sjeverna Finska"), Savolaks i Tavastland. 
Österbotten je bio dio švedskog područja Norrlanda prije rata, no danas je finska pokrajina.
Lappland je isto bio dio švedskog područja Norrlanda, ali Lappland se podijelio nakon rata, te je dio, koji je nekada bio ruski, 1918. pripao Finskoj.
Åland je nekoć pripadao Švedskoj, ali je nakon 1809. pripao Finskoj kada je Rusija osvojila Finsku. Finska je 1918. godine postala samostalna, a Åland je 1921. godine dobio status autonomne, samoupravne pokrajine sa švedskim kao službenim jezikom.

### Pokrajine Österlanda - Finske pokrajine
- Egentliga Finland ("Prava Finska")
- Karelen
- Nyland
- Satakunda
- Savolaks
- Tavastland

#### Pokrajine koje su bile dio Švedske prije 1809. a ne Österlanda
- Finski Lappland
- Åland
- Österbotten